# Açaí na tigela

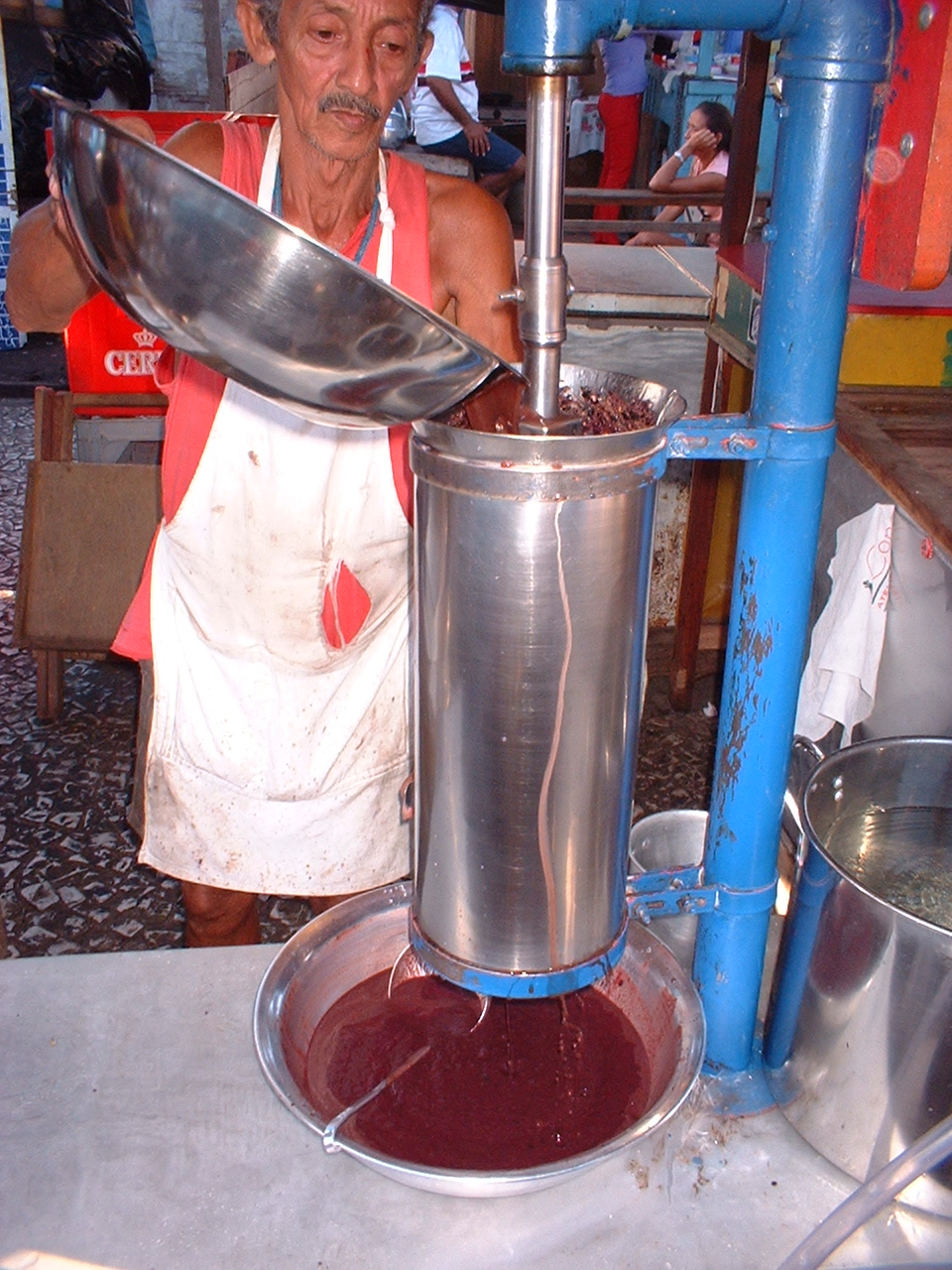
Despolpadeira de açaí nas ruas de Belém do Pará; modo nortista de preparo.

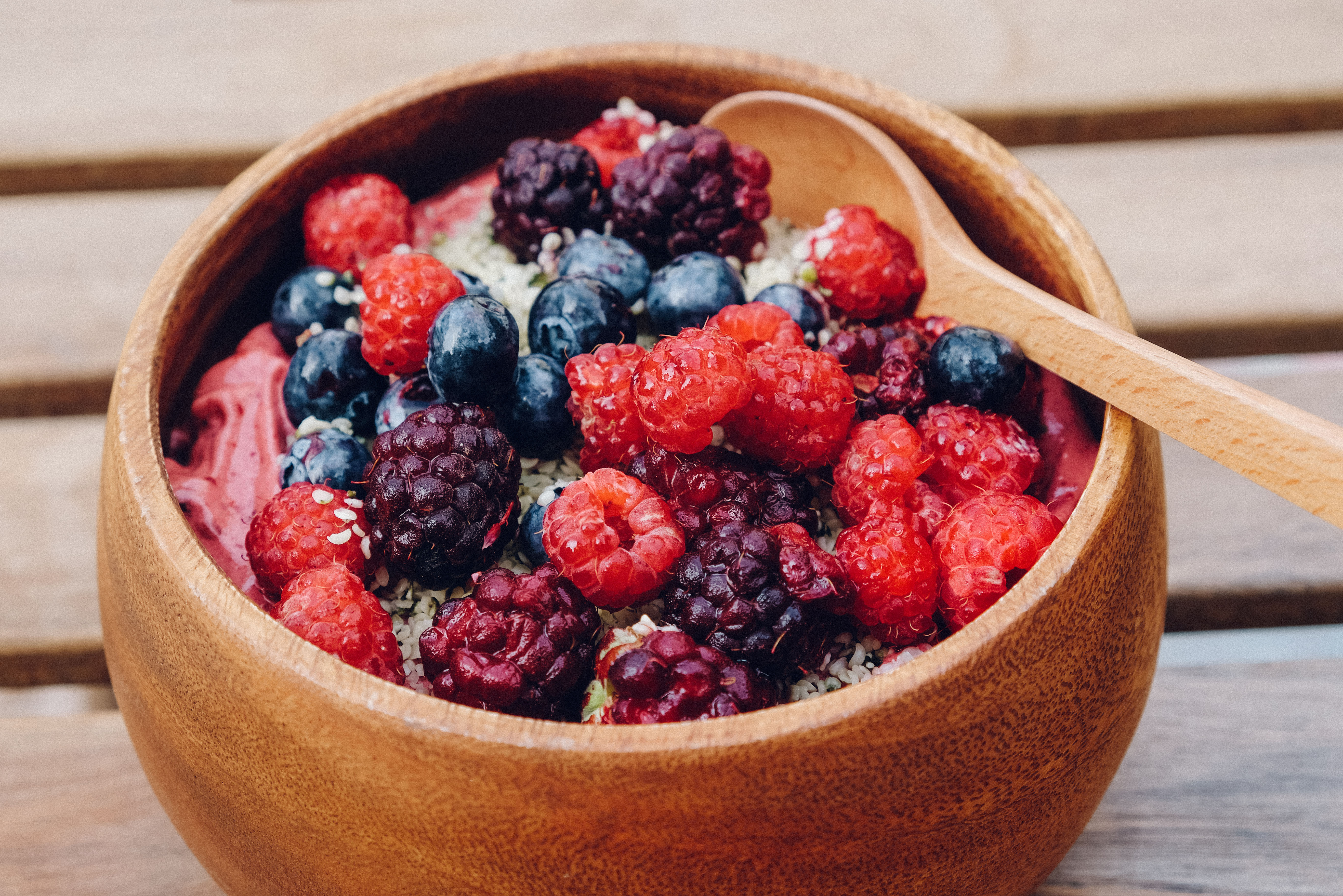
Mix de açaí com frutas.

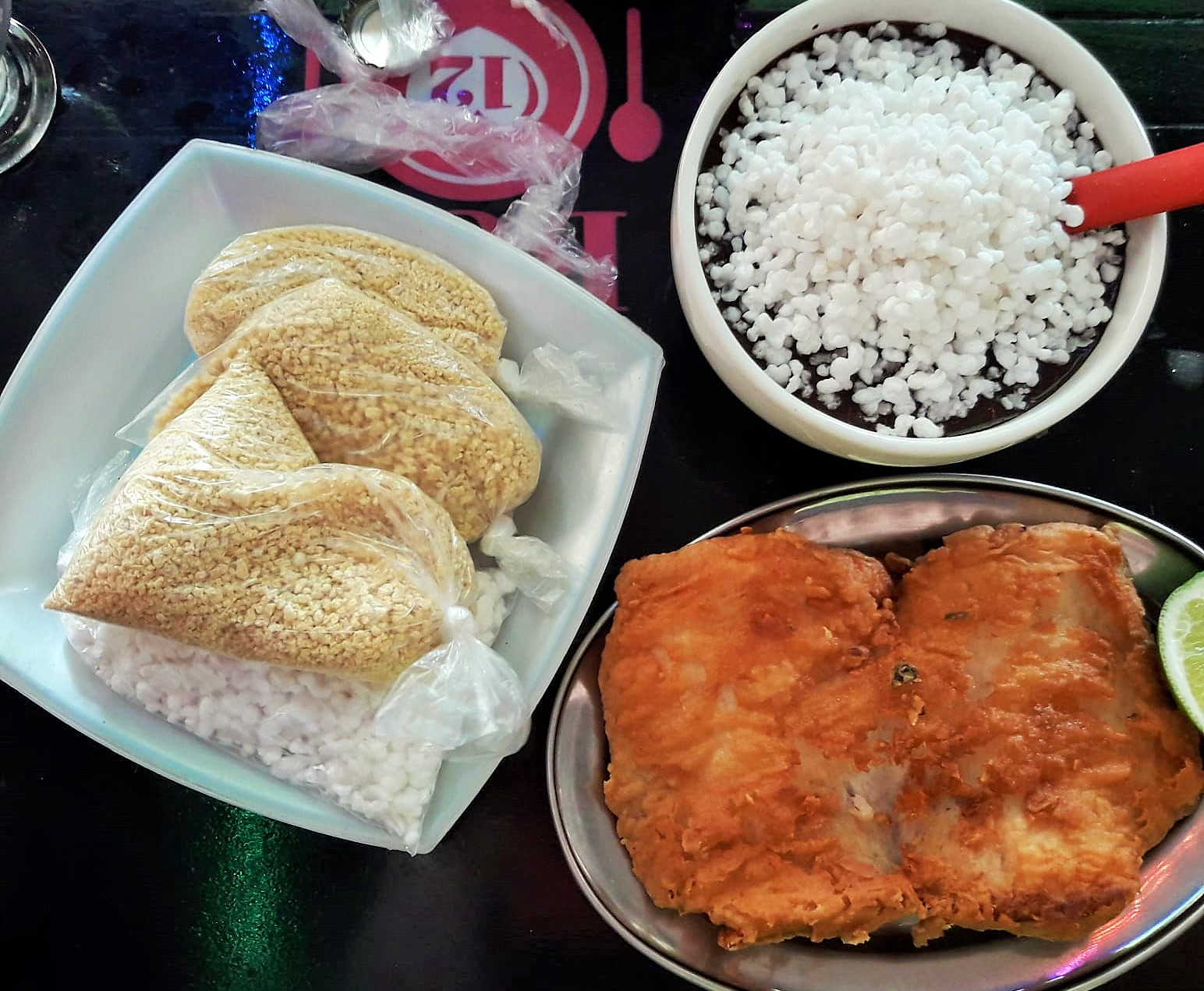
Açaí na tigela acompanhado com peixe-frito vendido no mercado do Ver-o-Peso. Eleito o prato-símbolo do município brasileiro de Belém do Pará. O modo tradicional de apreciar o açaí.

O Açaí na tigela é um prato típico ou sobremesa da gastronomia brasileira, onde a polpa do açaí (ou o vinho do açaí) da região da Amazônia que pode ser consumido in natura tradicionalmente na forma de pirão (misturado com farinha de mandioca), podendo também ser consumido com farinha de tapioca, açúcar ou modernamente na forma de creme (acompanhado com frutas e cereais). Este é considerado o ouro do Pará.
Presente na alimentação do brasileiro, devido ser muito nutritivo com diversas vitaminas naturais, principalmente na dieta do nortista brasileiro (ou amazônida), onde seu consumo pelos indígenas ocorre desde a época pré-colombiana. Este prato acompanhado com peixe-frito, foi eleito via voto popular o prato-tradicional símbolo dos 400 anos do município paraense de Belém do Pará.

## Sobre o açaí
O açaí provêm da palmeira, é um fruto bacáceo arredondado de cor roxo escuro, que contém um caroço proporcionalmente grande e pouca polpa. Este no Brasil, cresce nas várzeas da Amazônia de forma espontânea. Que para ser consumido, deve primeiramente passar por uma máquina despolpadeira ou amassado manualmente, para que a polpa se desprenda da semente/caroço e, após ser misturada com água, transformando-se em um caldo grosso conhecido como "vinho do açaí".

## Preparo
Majoritariamente existem duas formas básicas de preparo: o modo da região Norte do Brasil (região amazônica) e, o modo das regiões Nordeste e Sul.
O preparo nas regiões Nordeste e Sul do Brasil é diferente da região Amazônica: feito através do processamento no liquidificador de frutas e cereais congelados, com um copo de guaraná e banana, formando o creme de açaí, então servido em uma tigela ou em um copo, geralmente acompanhado por granola e banana em fatias.
Os habitantes da região Norte costumam consumir o açaí puro (polpa sem granola e sem banana), a forma de consumo mais tradicional/antiga no país, onde o vinho do açaí gelado é misturado com farinha de mandioca ou goma de tapioca, formando um pirão, acompanhado com charque frito, ou com peixe-frito (alimento tadicional nortista eleito como símbolo culinário dos 400 anos do município brasileiro de Belém do Pará).

## Contribuições nutricionais
Por suas contribuições nutricionais, o açaí na tigela é apreciado por atletas. Possui diversas vitaminas naturais, como: A; B1; C; Riboflavina, e; Niacina.
O modo de creme com frutas é bastante popular no Rio de Janeiro  e Espírito Santo e também no litoral nordeste, onde é vendido na maioria dos quiosques de praia e também em bares de sucos, como uma bebida funcional. Nos últimos anos, seu consumo se espalhou para o sul, principalmente nas áreas turísticas dos estados de Santa Catarina e Rio Grande do Sul.

## Importância econômica
O consumo da fruta a partir do século XX é majoritariamente nas comunidades ribeirinhas e dos povos nativos da Amazônia. Entretanto, com o crescimento demográfico das cidades da região norte o seu consumo foi difundido para as grandes metrópoles da região amazônica. Nesse contexto, o mercado do açaí até a década de 1980 se baseava no consumo regional com uma demanda consolidada, proveniente da agricultura das comunidades ribeirinhas que moram na área insular. A transformação do açaí de alimento regional e rural para um de projeção nacional e internacional começa nos anos 1990 com a demanda por alimentos mais saudáveis e a demanda pelas frutas amazônicas, iniciado nos anos 1980.

### Estatística
O estado do Pará produz cerca de 820 mil toneladas de açaí ao ano, corresponde a 85% da produção nacional, tornando-se o maior produtor do país. A maior parte do fruto permanece no estado: 60% é consumido na região, 30% é transportado para outros estados brasileiros e, 10% exportado rumo ao exterior.